# Evolución social del médico en la época grecorromana

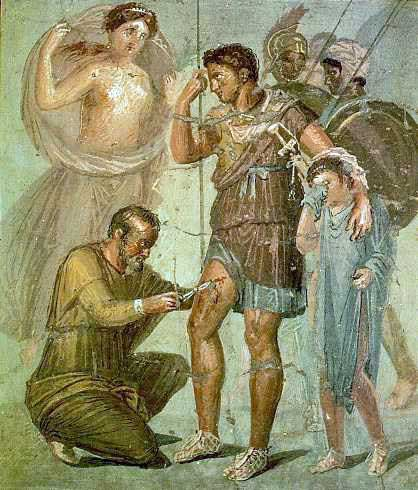
Médico militar.

En total, la medicina griega abarca un período de mil largos años, tiempo durante el cual, el médico griego presentó una notoria evolución desde ser una figura completamente ignorada y menospreciada por la sociedad romana, pasando por ser sacerdotes que atribuían los males o enfermedades a obras de espíritus y manifestaciones de dioses ofendidos, pasando además por ser esclavos sometidos a aplicar sus conocimientos médicos exclusivamente al criterio de su amo, a convertirse finalmente en figuras que representaban respeto y admiración para toda la sociedad romana que se veía reflejado en los altos cargos y beneficios que les fueron concedidos por esta cultura.        

## Orígenes de la medicina
La medicina sacerdotal y el culto a Asclepio por una parte y las escuelas médicas de los Asclepíades por la otra constituyeron sólo una variante de la actividad médica.
Los asclepíades tenían tanto que ver con el culto de Asclepio como los médicos modernos a las curas milagrosas de algunos conocidos como santuarios. En realidad, ese culto era para los griegos una costumbre exótica, precisamente por su carácter místico y oriental. Por la época hipocrática, los sacerdotes de Asclepio estaban ya muy desprestigiados entre los griegos cultos. El comediógrafo Aristófanes osaba incluso ridiculizar el mirífico culto y caracterizar a los sacerdotes como embaucadores ávidos de dinero. Así, pues, el auditorio de los templos sagrados estaba constituido en su mayor parte por los estamentos populares. Paralelamente al ejercicio de su profesión, los Asclepíades enseñaron la Medicina. En verdad el médico griego fue un artesano que había aprendido su oficio de un maestro. La medicina figuró entre las artes industriales y fue asequible a todo el que tenía la capacidad suficiente para ejercerla.
En el lapso entre Homero e Hipócrates, historiadores y poetas mencionan los médicos y la Medicina, pero más bien de una forma casual que sistemática. Así, pues, durante esa época no hay una noción concreta o fidedigna de la profesión médica. Por entonces, esta no tenía ni más ni menos prestigio que otros oficios libres. Así, en La Odisea de Homero se los menciona, junto con vaticinadores, vates y carpinteros, como “trabajadores para el pueblo” (demiurgos), o artesanos como hoy los llamaríamos.
El médico recibía la denominación de iatrós o ialter (curador), y su ocupación era el techne (arte).
El hecho de que algunos comediógrafos ridiculizaran al médico por su codicia y charlatanería sólo puede ser interpretado como referencia a casos aislados, pero no como una confirmación de la regla. También Moliére y George Bernard Shaw han criticado acerbamente a los médicos de su época, sin que por ello se haya pensado así de todos los ellos.

## Ambulantes y sedentarios
En ese entonces, el número de médicos no era muy elevado, los iatros se avecindaban solamente en las grandes localidades. Muchos recorrían los lugares como ambulantes.  Al llegar a la plaza del mercado de una ciudad el auxiliar acompañante levantaba un tenducho o alquilaba una pequeña tienda y con el objetivo de conseguir clientela y cimentar buena fama, el médico atendía primero gratuitamente a los pobres. El médico desconocido podía despertar rápidamente la necesaria confianza mediante una prognosis enunciada en tono firme. Todavía causaba más impresión cuando conseguía relacionar el estado el enfermo con algún trastorno interior.
Desde luego, los médicos afamados no necesitaban de reclamos ni intermediarios. Les precedía su buena reputación. Se les invitaba por doquier y los enfermos aguardaban impaciente su llegada. Así, pues, unas veces era la necesidad pura y simple de ganarse el pan, otras la fama del facultativo muy solicitado, otras más el afán de cultura y la proverbial inquietud griega por lo extraño o nuevo lo que movía al médico en sus vagabundeos.
Dada la notoria afición dialéctica del griego, el médico debía sostener animados coloquios públicos sobre el tratamiento, no sólo con sus pacientes, sino también con numerosos espectadores. Así, el médico griego no sólo era educador, sino instructor sanitario, en lo cual aventajaba al médico actual.
Además del médico nómada, estaba el médico sedentario, el que visitaba a los enfermos o los recibía en su consultorio. El taller médico (iatetreión) contenía todas las instalaciones e instrumentos necesarios para practicar exploraciones, tratamientos y operaciones. Era equiparable a una pequeña clínica privada.

## Médicos oficiales y de cabecera
Los médicos oficiales, cuya enseñanza debía correr a cargo de un maestro reconocido, eran elegidos por la asambleas populares. En su capacidad de expertos, debían servir a las autoridades y adoptar medidas oportunas contra las epidemias; además, los funcionarios sanitarios se ocupaban preferentemente de la enseñanza médica.
Los comunitarios atendían ante todo a la gente pobre. También estuvieron los médicos militares y de la marina. Según las leyes de Licurgo (750a.J), en las huestes espartanas no podía faltar un cirujano.
Homero, en sus escritos, describe convincentemente al médico militar subrayando su enorme trascendencia para la moral del combatiente, como se ha demostrado en todas las guerras hasta nuestros días.

## Charlatanes, curanderos y doctoras
Los médicos mediocres o desidiosos no se exponían ningún castigo, salvo el desprecio. No eran pocos los que por su incapacidad y su ridícula presunción sufrían el oprobio público. Platón tenía tan mala opinión de esos seudomédicos, que hacía figurar la medicina entre aquellas profesiones poco recomendables para un hombre digno. También se lamentaba Hipócrates: “Muchos se llaman médicos , pero en realidad éstos son muy pocos”.
Solamente la mujer quedaba excluida de esta profesión. Salvo ella, cualquiera podría curar a quien le diese suficiente crédito.

## El esclavo médico
Esclavos de origen griego luminario por primera vez las mansiones romanas con el resplandor de la medicina científica. El “esclavo médico” (servus medicus) no fue médico auténtico, sino miembro de una categoría sanitaria inferior. No obstante, superó en eficacia a los médicos sacerdotales y populares del país. El esclavo médico fue una propiedad indispensable para cualquier ciudadano acaudalado de Roma.
Entonces, entre los médicos, mucho no eran ciudadanos libres, sino esclavos o libertos, y la práctica médica seguía aun al alcance de cualquiera sin exámenes ni certificado de aptitud. Así, sucedía que el esclavo médico solía conseguir la emancipación de un amo agradecido y entonces podía abrir su propia consulta. Muchos eran también ayudantes de otros establecidos. Pero estos, por temor de la competencia, muy raras veces los manumitían; ahora bien, la ley facultaba a esos esclavos que pudieran comprar su libertad. El precio del rescate debía compaginarse con el provecho que es esclavo reportara a su señor, y no con los perjuicios ocasionados por la temida competencia. Solo los médicos estaba autorizados para emplear un esclavo médico fuera del propio consultorio, es decir, como “fuente de ingresos”.
Por otra parte, había esclavos médicos del servicio público cuya situación era mucho más favorable. Estos debían atender a los esclavos propiedad del estado y desempeñar otros cometidos públicos. Su esclavitud implicaba únicamente la prohibición de abandonar el recinto urbano. Podían dedicar su tiempo libre al ejercicio privado de la profesión, así como lograr la mitad de sus bienes.
Tras los médicos griegos, también egipcios y judíos se establecieron en Roma. Sin embargo, los griegos se ganaron mucho más la confianza del ciudadano romano. Los independientes se agruparon, como otros gremios, en Colegios. Inicialmente, estas hermandades tuvieron una finalidad religiosa, pero poco a poco abarcaron diversas mejoras sociales: apoyo mutuo mediante consorcios de crédito, enfermedad y fallecimiento. Más tarde se admitió también a esclavos y libertos.
La afluencia de médicos extranjeros ocasionó muy pronto una saturación en el estamento médico, cuyas consecuencias fueron realmente alarmantes: envilecimiento de las buenas costumbres clínicas y abuso de la especialización.

## Beneficios de la profesión médica
Aunque durante los primeros tiempos de la historia romana el médico fue poco respetado, se le colmó de honores y privilegios en los últimos años de la república y bajo los emperadores, es decir, desde la época de transición en adelante. Esa inversión se inició con el reconocimiento expresado a Asclepíades. El año 46 a.J. se volvió la hoja definitivamente: para dominar una terrible oleada de hambre, César dispuso la emigración de todos los extranjeros (ochenta mil personas) a las colonias, pero fueron exceptuados los médicos y maestros; por añadidura, se concedió la ciudadanía a toda persona libre y extranjera que ejerciera la medicina en Roma.
Aun tuvo el médico mayores beneficios bajo el emperador Augusto: en el año 10 d. J este otorgó a todo médico la “inmunidad”, es decir, la exención de gravámenes e impuestos. Les indujo a ellos su médico de cabecera, Antonio Musa, un liberto discípulo de Asclepíades que le había curado de su doloroso reumatismo.
Otra circunstancia favoreció, al menos exteriormente, la formación de una clase médica unitaria. Se esfumó el proverbial desprecio romano hacia todo tipo de actividad remunerada.  Desde entonces, las profesiones llamadas “liberales” fueron también accesibles para el ciudadano romano. Asimismo, el médico fue equiparado legalmente a los restantes representantes de las profesiones liberales (maestro, retórico, abogado, etc.)
Bajo el emperador Vespasiano (69-79 d. J) se confirmaron los privilegios del médico, y en el año 117 d. J se les dio aún más amplitud mediante un edicto del emperador Adriano: Los “medici” fueron eximidos de toda obligación pública, sin excluir el servicio militar ni los onerosos cargos honoríficos. Pero ahí tampoco falto el reverso de la medalla: saturación del estamento médico como una consecuencia natural de las ventajas ofrecidas con excesiva magnanimidad.
Otra consecuencia no menos grave fue el descontento del ciudadano ordinario, sobre cuyas espaldas recaía la carga de los médicos exonerados. El emperador Antonio Pío (138- 161) estimó necesario agregar un “numerus clausus”: la inmunidad conferida inicialmente sin distinción a todos los médicos, será privativa de ciertos facultativos. Solo se hará una excepción con los casos sobresalientes.
Para atajar la emigración de médicos a las grandes urbes se decretó que perdieran la inmunidad tan pronto como abandonaran su residencia habitual. Ahí quedaron también exceptuados los famosos; estos conservarían su inmunidad aunque se establecieran en localidades ajenas.

## Tras los estudios, al cargo público
Bajo el reinado del emperador Alejandro Severo (225- 235) se reglamentó la preparación del médico. Hasta entonces la enseñanza había sido exclusivamente un asunto privado. 
Fue Alejandro Severo quien ordenó construir las primeras aulas oficiales, asignar sueldo a los profesores de medicina y proteger al estudiante menesteroso.
El cargo más importante entre los médicos del estado correspondió a los arquiatros o “archiatros”. Esta palabra griega, compuesta por los términos arch (archi, superior) iatros (médico), significaba literalmente “supermédico”. Primero surgió la palabra para designar a los médicos de los seléucidas en Antioquía. Más tarde se transfirió el título a los oficiales de las ciudades griegas y los médicos de cámara en el imperio romano. El arquiatro fue un facultativo altamente prestigioso en comparación del “medicus vulgaris”. También fueron titulados arquiatros los médicos de cabecera de los reyes francos.
Durante la época imperial romana la designación arquiatro se confirió solo a determinados médicos de los emperadores. El primer poseedor del título fue Andrómaco el Viejo, médico de Nerón, quien se dio a conocer por sus escritos sobre remedios medicinales. Más tarde se estableció una diferencia entre la función del “archiater palatinus” (médico de cámara o cabecera) y la del “archiater popularis” (médico del ciudad, comunidad o distrito).
Aunque en Roma había médicos comunales desde lejanas fechas, no se les dio una designación concreta (oficial)  hasta el reinado de los emperadores Valentiniano y Valente (364- 375). Los arquiatros populares fundaron en cada capital de provincia y en Roma un colegio donde se cubrían los puestos vacantes mediante elecciones, cuyos resultados debían ser confirmados por el emperador. En Roma, los médicos de distrito eran doce.
La principal obligación del arquiatro popular consistía en atender gratuitamente a los menesterosos. Hasta esa época, la asistencia médica de los necesitados había estado muy mal organizada. Ninguna autoridad se había ocupado de los enfermos indigentes, y eran muy raros los médicos que les prestaban ayuda gratuita. El médico comunal recibía unos emolumentos fijos y un pago adicional en especie.
Desde luego no podía exigir honorarios a los pobres ni aceptar obsequios de ellos. Sin embargo, se le permitía mantener su “consultorio privado”.
Entre los siete médicos de cámara (archiatri palatini), sólo uno,  el de cabecera, recibía un estipendio en metálico; a los demás se les pagaba en cereales y aceite. Los médicos de cámara eran funcionarios de segunda categoría, y se les trataba como a los decanos de las universidades actuales. Algunos tenían además títulos honoríficos: por ejemplo, “vir perfectissimus” (excelencia) y “dux” (príncipe).
A su jubilación, los de cámara se titulaban “exarquiatros” (médicos imperiales retirados). Muchos ocupaban otros altos cargos estatales. No raras veces un médico de cámara jubilado solicitaba el remunerativo empleo de médico comunal.
Todos los arquiatros poseían privilegios especiales aparte de los beneficios a la clase médica. Por ejemplo, no se podía presentar una demanda contra ellos ante los tribunales. Y quien ofendiera a un arquiatro podía tener la seguridad de que se le aplicaría una severa sanción.

## Honorarios
La remuneración media del médico romano refleja el curso evolutivo de esta profesión. Los esclavos médicos eran propiedad de su amo y estaban obligados a trabajar para este sin ninguna recompensa económica tampoco mejoraron inicialmente esas condiciones pecuniarias cuando la medicina como “arte liberal” fue accesible al ciudadano común romano: según el derecho romano, los ejercitantes de un “arte liberal” no podían recibir estipendio alguno. Se dejaba al arbitrio del convaleciente el mostrar su reconocimiento con una “gratificación”.
Esa dependencia era intolerable; el médico estaba prácticamente a merced de sus pacientes. Por fin, un decreto imperial faculto a los médicos para exigir sus honorarios e incluso reclamarlos judicialmente mediante una acción penal abreviada. Así y todo, los honorarios eran todavía mezquinos.
Pero en plena era imperial, los ingresos de un médico prestigioso ejercitando libremente la medicina alcanzaron cantidades vertiginosas.
Las pingües rentas de algunos médicos eminentes fueron una excepción de la regla puesto que muchos otros ganaban apenas lo suficiente para vivir. La saturación del campo profesional, la encarnizada competencia y la depreciación temporal de la terapéutica crearon un proletariado médico.
Los “medicastros” (médico indocto) malamente documentados, no tuvieron más remedio que rebajar sus tarifas con respecto a los médicos auténticos, y servirse de métodos ilícitos. Los numerosos médicos modestos, excluidos de las altas esferas, hubieron de asistir principalmente a personas menesterosas y, por tanto, ellos mismos siguieron siendo pobres. No pocos médicos se vieron obligados a abrazar otra profesión mejor remunerada, como gladiador o sepulturero.